# 大概8点20分发
“大概8点20分发”指的是在2013年的中国中央电视台3·15晚会时期，网友发现何润东发的一条关于批评苹果公司之微博所发而引发的一系列事件。

## 事情原委
何润东的实名认证新浪微博在2013年3月15日晚8点29分时发表微博，评论：
|  | ＃315在行动＃苹果竟然在售后玩这么多花样？作为“果粉”很受伤。你们这样做对的起乔帮主吗？对得起那些卖了肾得少年吗？果然是店大欺客么。大概8点20分发。 |

其中“大概8点20分发”后缀被一些网友认为是何润东是央视请来的名人枪手的证据，并被大量用户转发、转载。
网友还发现，同时在8点20分左右发表评论的还有@常小辉、@留几手、@叫兽易小星（微博原文（页面存档备份，存于））、@郑渊洁。有网友怀疑这是为了配合315批评苹果公司的售后服务，CCTV或新浪微博联合多个大明星在微博上以＃315在行动＃的方法评论来扩大声势。
随后何润东删除了这条微博，又在22:08分通过iPhone发布微博称其被盗号（微博原文（页面存档备份，存于））。
后3月17日，何润东再次于微博进行澄清声明，表示对此事并不知情并正在努力调查，鉴于此事对社会带来很大影响，已向北京市公安局怀柔分局报警。
微博红人留几手后在接受南都娱乐周刊采访时，记者问到这件事，留几手回答“某网站找到我，叫我发的”，并解释说他本不愿意批评苹果公司，但“某网站”要求他只能批评苹果，为此留几手用iPad发这条微博，而且表示他是故意这么做的。 其间留几手说到：“其实我不发也可以，但是这以后和该网站就不好相处了。”